# The Maze of the Kings
The Maze of the Kings è un videogioco arcade di tipo sparatutto in prima persona con light gun, pubblicato da SEGA nel 2002

## Trama
Una coppia di archeologi operativi in Egitto deve fronteggiare lo spirito di un faraone e i mostri da lui inviati.

## Modalità di gioco
Si può giocare in singolo oppure in modalità cooperativa. Il giocatore ha un numero illimitato di proiettili ma si trova costretto a ricaricare la sua arma puntandola fuori dallo schermo. Le munizioni sono di vario tipo e devono essere scelte all'inizio del gioco, insieme agli accessori. I livelli sono 3, così come i boss.